# Stanislav Zvolenský
Stanislav Zvolenský (ur. 19 listopada 1958 roku w Trnawie) – słowacki duchowny, biskup pomocniczy archidiecezji bratysławsko-trnawskiej w latach 2004–2008, arcybiskup metropolita bratysławski od 2008.

## Życiorys
Święcenia kapłańskie uzyskał w 1982 roku w Bratysławie. Pracował kolejno w Galancie, Hlohovecu, bratysławskiej dzielnicy Vajnory. W 1992 roku został skierowany na studia, najpierw do Innsbrucku, potem do Rzymu. W 1998 roku obronił doktorat z prawa kanonicznego. Od 2001 wikariusz sądowy archidiecezji bratysławsko-trnawskiej.
2 kwietnia 2004 roku został nominowany biskupem tytularnym Nova Sinna i biskupem pomocniczym archidiecezji bratysławsko-trnawskiej. 14 lutego 2008 roku mianowany pierwszym arcybiskupem metropolitą nowo utworzonej archidiecezji bratysławskiej. 28 października 2009 objął stanowisko przewodniczącego episkopatu Słowacji.